# Muravlenko
Muravlenko è una città della Siberia Occidentale (Circondario autonomo Jamalo-Nenec), compresa amministrativamente nel rajon Purovskij.

## Geografia
Muravlenko è situata 480 km a sudest del capoluogo Salechard e 870 km a nordest di Tjumen'

## Storia
La cittadina è molto recente, essendo stata fondata nel 1984, con il nome di Muravlenkovskij, come insediamento a supporto dell'attività di estrazione di petrolio e gas naturale; lo status di città è del 1990. La città è stata battezzata in onore di Viktor Ivanovič Muravlenko, ingegnere sovietico.

## Società

### Evoluzione demografica
Fonte: mojgorod.ru
| 1989   | 1992   | 1996   | 1998   | 2002   | 2005   | 2007   | 2023   |
| ------ | ------ | ------ | ------ | ------ | ------ | ------ | ------ |
| 23 100 | 26 700 | 35 000 | 36 900 | 35 926 | 26 800 | 37 100 | 29 300 |

## Amministrazione

### Gemellaggi
Claremore